# Orchowo
Orchowo (prononciation : [ɔrˈxɔvɔ]) est un village de Pologne, situé dans la voïvodie de Grande-Pologne. Il est le chef-lieu de la gmina d'Orchowo, dans le powiat de Słupca.
Il se situe à 27 kilomètres au nord-est de Słupca (siège du powiat) et à 76 kilomètres à l'est de Poznań (capitale régionale).
Le village possédait une population de 1 458 habitants en 2012.

## Histoire
De 1975 à 1998, Orchowo faisait partie du territoire de la voïvodie de Konin.

Depuis 1999, le village fait partie du territoire de la voïvodie de Grande-Pologne.